# Obereopsis descarpentriesi
Obereopsis descarpentriesi là một loài bọ cánh cứng trong họ Cerambycidae.